# Manassès II de Reims
Manassès II de Reims, né au XIe siècle et mort à Reims au XIIe siècle, est un prélat français, archevêque de Reims de 1096 à 1106.

## Biographie
Manassès est issu de la noblesse de Champagne. Il est le fils de Manassès surnommé Calva Asina (l'ânesse chauve) et de Béatrice de Hainaut, épouse en premières noces d'Ebles Ier de Roucy. Il avait été fait chanoine de Reims tout enfant : Il devint prévôt et trésorier, sans avoir reçu le diaconat.
Il est soutenu par le pape et son élection suit rapidement la mort de Renauld. Il visite le roi en Laon à la Noël 1096, et se rend en 1098 à l'abbaye Saint-Sauveur d'Anchin. Il confirme à plusieurs reprises les biens de ce monastère.
En 1104, Manassès assiste au concile de Beaugency puis convoque ses suffragants à Paris, le premier décembre de la même année, pour tenter de résoudre le problème[Lequel ?] du roi. Il soutient Manassès contre Walcher, le candidat de l'empereur Henri IV pour le siège d'évêque de Cambrai,.
Il approuve la fondation par le comte de Rethel du monastère de Novy.
Manassès II de Reims se retire à l'abbaye Saint-Remi de Reims ou, selon d'autres soures, résigne son archiépiscopat et se retire comme chanoine régulier de Saint-Denis de Reims avant d'y mourir le 18 septembre 1106.